# PalmPilot
PalmPilot персонални и професионални PalmPilot су друга генерација Палм ПДА уређаја које производи Palm, Inc. (тада подружница УС Роботикса, касније 3Com). Ови уређаји су лансирани 10. марта 1996. године.

## Додатна опрема и цене
Палм је такође продао модем 10201U на 14,4 kbit/s, представљен по цени од 129 долара (овај модем је такође компатибилан са Palm III и Palm IIIx уређајима). Доступан је и комплет за надоградњу, који је корисницима ранијих Пилот 1000/5000 уређаја омогућио да надограде OS, ROM и RAM како би одговарали PalmPilot Professional−у. Првобитно предложене малопродајне цене по лансирању биле су 399 долара за PalmPilot Professional (1 MB), 299 долара за PalmPilot Personal (512 KB) и 199 долара за комплет за надоградњу. Комплети за надоградњу су такође били доступни постојећим регистрованим корисницима Пилота за 99 америчких долар током ограниченог времена након лансирања. Ови комплети су укључивали IR могућност, нова пластична меморијска врата за смештај IR диода, меморијску картицу са 1 MB, нови ROM за Палм ОС 2.0 и CD-ROM са ажурираним софтвером за десктоп рачунаре.

## Тржишни пријем
PalmPilot је постао велики успех и помогао Палму да се даље естаблише као лидер на растућем тржишту ПДА/ручних рачунара.  PalmPilot је наводно продао преко милион јединица до 1998. године.
Наследила га је Palm III 1998. године.

## Запажене употребе
IMAX је користио PalmPilot за своје Quick Turn Reel Units, које се користе за приказивање играних филмова у 70 mm. Ова употреба PalmPilot-а је сада замењена PalmPilot емулатором.